# Stockton Kings 2018-2019
La stagione 2018-19 degli Stockton Kings fu l'11ª nella NBA D-League per la franchigia.
Gli Stockton Kings arrivarono secondi nella Pacific Division con un record di 30-20. Nei play-off persero il primo turno con i Memphis Hustle (1-0).

## Roster
|    | Naz.                     | Ruolo | Sportivo         | Anno | Alt. | Peso |
| -- | ------------------------ | ----- | ---------------- | ---- | ---- | ---- |
| 0  | Stati Uniti (bandiera)   | A     | Troy Williams    | 1994 | 201  | 99   |
| 2  | Stati Uniti (bandiera)   | G     | Cody Demps       | 1993 | 193  | 88   |
| 3  | Stati Uniti (bandiera)   | G     | Marcus Williams  | 1992 | 191  | 95   |
| 5  | Stati Uniti (bandiera)   | G     | Cameron Reynolds | 1995 | 203  | 102  |
| 6  | Stati Uniti (bandiera)   | G     | Kalin Lucas      | 1989 | 185  | 88   |
| 7  | Nigeria (bandiera)       | G     | Uchenna Iroegbu  | 1996 | 183  | 82   |
| 7  | Stati Uniti (bandiera)   | A     | Theo Johnson     | 1994 | 201  | 93   |
| 9  | Stati Uniti (bandiera)   | G     | Matt Jones       | 1994 | 196  | 93   |
| 10 | Stati Uniti (bandiera)   | G     | Tyrell Corbin    | 1992 | 185  | 84   |
| 11 | Stati Uniti (bandiera)   | G     | Julien Lewis     | 1992 | 193  | 88   |
| 13 | Stati Uniti (bandiera)   | A     | Taren Sullivan   | 1995 | 198  | 100  |
| 15 | Nigeria (bandiera)       | A     | Daniel Ochefu    | 1993 | 208  | 109  |
| 18 | Stati Uniti (bandiera)   | A     | Troy Williams    | 1994 | 201  | 99   |
| 20 | Stati Uniti (bandiera)   | AC    | Harry Giles      | 1998 | 208  | 109  |
| 22 | Nigeria (bandiera)       | G     | Gabe Vincent     | 1996 | 191  | 91   |
| 30 | Stati Uniti (bandiera)   | G     | Elijah Stewart   | 1995 | 196  | 88   |
| 32 | Sudan del Sud (bandiera) | A     | Wenyen Gabriel   | 1997 | 206  | 97   |
| 34 | Stati Uniti (bandiera)   | C     | Adam Woodbury    | 1994 | 216  | 111  |
| 37 | Stati Uniti (bandiera)   | G     | Reggie Hearn     | 1991 | 193  | 95   |
| 44 | Stati Uniti (bandiera)   | A     | Anthony Walker   | 1993 | 206  | 100  |
| 50 | Stati Uniti (bandiera)   | AC    | Caleb Swanigan   | 1997 | 206  | 118  |

## Staff tecnico
- Allenatore: Tyrone Ellis
- Vice-allenatori: Tyler Gatlin, Rico Hines, Kyle Nishimoto
- Preparatore atletico: Katie Luhring